# Laurent et Safi
Pour plus de détails, voir Fiche technique et Distribution.
Laurent et Safi est une comédie musicale franco-malienne réalisée par Anton Vassil, sortie en 2015.

## Fiche technique
- Titre original : Laurent et Safi
- Réalisation : Anton Vassil
- Scénario : Anton Vassil et Maimouna Coulibaly
- Décors :
- Costumes : Férouz Allali
- Photographie :
- Montage : Anton Vassil
- Musique : Jean-Eudes Beaugé et Johnlee Heril
- Producteur : Fabienne Capelier, Bernard Stroiazzo et Anton Vassil
- Production : B-Mol Productions
- Distribution : Hévadis Films
- Pays d’origine :  France et  Mali
- Format : couleur
- Genre : comédie musicale
- Durée : 115 minutes
- Dates de sortie :
  - Côte d'Ivoire : 21 mai 2015
  - France : 13 septembre 2017

## Distribution
- Tatiana Rojo : Safi
- Xavier Jozelon : Laurent
- Michel Gohou : M. Kodjo
- Teeyah : Raymonde
- Habib Dembélé : Oumar
- Alex Martin : Antoine
- Fantani Touré : Batoma
- Innocent Versace : Versace
- Jean-Daniel Sessou : Innocent